# Aemulatrix aequilibra
Aemulatrix aequilibra is een vlinder uit de familie van de bladrollers (Tortricidae). De wetenschappelijke naam van de soort is voor het eerst geldig gepubliceerd in 1982 door Alexey Diakonoff.

## Type
- holotype: "male"
- instituut: USNM, Smithsonian Institution, Washington, U.S.A.
- typelocatie: "Australia, Queensland, Mt. Tamborine"